# Caso Plata como cancha
El caso Plata como cancha corresponde a un juicio penal peruano de 2022 entre el excandidato presidencial César Acuña y el periodista Christopher Acosta por su libro homónimo, junto a su director Jerónimo Pimentel Prieto y la editorial Penguin Random House.
Se trata de un caso precedente en la prensa del Perú, relacionado al conflicto entre la libertad de expresión y el derecho de honor en el país al citar textos de terceros como fuente de información en una obra literaria.

## Contexto
El empresario y excandidato presidencial por Alianza para el Progreso César Acuña expresó en una entrevista con Marco Sifuentes en marzo de 2021, y otras declaraciones posteriores, que respetará la libertad de expresión, debido a la publicación de su biografía no autorizada llamada Plata como cancha (oficialmente: Plata como cancha: Secretos, impunidad y fortuna de César Acuña) publicada en febrero de 2021 por el periodista y jefe de la Unidad de Investigación de Latina Christopher Acosta. El título proviene de una frase de campaña realizada por el candidato en el año 2010 para su reelección como alcalde de la provincia de Trujillo.
El 3 de marzo de 2021 Acuña demandó al autor del libro por usar su frase sin autorización. El 10 de julio de ese año Indecopi declaró improcedente la denuncia y determinó que el uso de la frase no infringe la ley de propiedad industrial.
El 1 de junio de 2021 Acuña volvió a demandar al autor del libro por la posible difamación expresada en 55 frases del libro. Como respuesta, Acosta señaló que «la mitad de las cosas que señala que lo agravian son declaraciones de terceros, exparejas, extrabajadores, entonces son frases o declaraciones con nombre y apellido sobre él, pero me las pone como frases agravantes». Según Ojo Público la querella fue interpuesta a Christopher Acosta y Jerónimo Pimentel, cuando en una conferencia de prensa dijo que «no es la denuncia contra el periodista, es la denuncia contra la editorial».
En noviembre de ese año Acuña mantuvo la denuncia, en una entrevista para Radio Exitosa justificó que «[en el libro] no es cierto, todo es una novela». En ese mes el denunciante solicitó ante el Poder Judicial el embargo de bienes del valor de 100 millones de soles al periodista. La cantidad de dinero es el equivalente a la ganancia mensual, según su entonces abogado Omar Toledo.
El 10 de enero de 2022 el juez Raúl Rodolfo Jesús Vega, del 30.º Juzgado Penal Liquidador de la Corte Superior de Justicia de Lima, sentenció al autor responsable y su «editor» Jerónimo Pimentel Prieto 2 años de prisión suspendida, una multa de 1.875 soles y una reparación civil de 400 mil soles de la editorial (como tercero civilmente responsable) por el delito al honor; debido a que 35 de las 55 demandadas fueron de carácter agraviante relacionado con la vida profesional y personal de Acuña. Previo a la sentencia, el abogado de Christopher Acosta realizó su defensa citó el Acuerdo Plenario Nº 3-2006/CJ-116 sobre el derecho penal en denuncias de difamación.
El abogado de César Acuña, Enrique Ghersi, expresó que tras la sentencia el libro seguirá vendiéndose «porque no atenta la libertad de expresión».

## Sentencia
En el punto 4.11 del expediente N° 03622-2021-0-1801-JR-PE-30 justifica el requisito de comprobar la fuente en las frases citadas en el libro, lo cual contradice el principio del «reporte fiel» en la cita textual:

Lo que se va a buscar a través de la presente sentencia, no es callar, amordazar o doblegar la libertad de expresión que toda persona tiene, y en el plano periodístico, que todo comunicador tiene a través de una investigación periodística, respecto a un hecho de interés público, sino analizar lo plasmado en libro de autoría de Christopher Acosta, y que del mismo se respete el honor, conforme así lo establece el Acuerdo Plenario N° 3-2006/CJ-116, que debe estar plasmada de una mínima comprobación de la verdad, para los efectos de no atentar contra otro derecho constitucional como es la del honor, como lo ha previsto Convención Americana en su artículo 13, tratado internacional a la cual está sujeto nuestro país.

En el punto 6.4 justifica el delito de honor ante la libertad de expresión:

En efecto, de lo actuado emerge razonablemente que se ha atribuido hechos al querellante, que resultan ser lesivos a su honor y reputación, derechos que de ninguna manera se pueden soslayar con el so pretexto de libertad de expresión; de ahí que, en el presente caso las frases agraviantes precisadas por el querellado en su libro “Plata como Cancha”, han traspasado el límite del derecho alegado, atentando ello contra el honor del querellante, afirmando hechos falsos, dándolos por cierto, en un libro que ha sido puesto en circulación para que la ciudadanía en general lo lea creando una imagen diferente a la real del querellante, lo que no es admisible; pues bien es sabido por la máxima experiencia que el lector se forma una imagen de la persona de quien se relata un hecho por la simple lectura de la obra o libro que realiza lo cual su revisión para su puesta en circulación debe ser muy minuciosa.

## Reacciones
- Augusto Álvarez Rodrich, presidente del Instituto de Prensa y Sociedad, se pronunció sobre el tema, que «esta sentencia hace un daño, porque crea un precedente de que citar a una fuente revelada, entonces con eso rompes un fundamento de lo que es el periodismo».[34]
- Rodrigo Salazar del Colegio de Periodistas de Perú expresó en una entrevista a RPP que «es un atentado contra la actividad periodística y la investigación. El juez pretende establecer qué fuentes pueden y no trasladar responsabilidad de lo que declara la fuente».[35]
- El expresidente Martín Vizcarra respondió al caso, se solidarizó e indicó que «[me] han escrito [6 libros] y pese a los infundios, decidí no tomar acciones porque sé que la verdad prevalece y que por encima de todo siempre está la libertad de expresión».[36]
- El abogado y ministro del interior Avelino Guillén eligió la actitud del periodista Acosta y lamentó la actitud del juez al «[dictar] una sentencia contra una persona que solo ha cumplido con su ejercicio profesional».[37]
- El diario peruano El Comercio,[38] la Defensoría del Pueblo,[39] los congresistas Flor Pablo y Alejandro Cavero,[40][41] la lideresa de Nuevo Perú Verónika Mendoza,[42] el periodista César Hildebrandt,[43] la Coordinadora Nacional de Derechos Humanos[32] y la Asociación Nacional de Periodistas[44] expresaron su solidaridad al periodista Acosta.
- El 12 de enero, debido a que las demandas se realizan de forma penal, la bancada de Podemos Perú elaboró un anteproyecto de ley que busca cambiar a la modalidad civil y penalizar hacia aquellos que buscan indemnizar monteriamente sin una razón comprensible.[45]

Internacionales:
- El 11 de enero las embajadas de Estados Unidos y Reino Unido en el Perú condenaron las acciones del juez, ambos señalaron que la «libertad de expresión es uno de los derechos fundamentales del ser humano".[46][47][48]
- El 12 de enero la embajada de Canadá en el país recalcó la prevalencia de la libertad de expresión, que «respetarlo, promoverlo y protegerlo es clave e importante para todos nosotros.[49]